# Football Club Fémina White Star Woluwé
Maillots
Actualités
Le FC Fémina White Star Woluwe (Football Club Féminin White Star Woluwe) est un club belge de football féminin, fondé en 2000 et situé à Woluwe-Saint-Lambert dans la Région de Bruxelles-Capitale.
Le FC Fémina White Star Woluwe constitue l'un des rares clubs belges exclusivement féminin. Durant la saison 2019-2020, le club est composé de plusieurs équipes seniors et jeunes, à savoir, des WU12, WU16, une Provinciale 2, une Provinciale 1, une Division 2 et une Division 1.

## Histoire
Le club démarre en 2000 en provinciale. En 2001, l'Union Belge crée une D3, le FC Fémina White Star Woluwe s'y retrouve et y dispute trois saisons. En 2004, les Woluwéennes remportent leur 1er titre et montent en D2. Elles y disputent une seule saison, elles terminent à nouveau 1res et montent en D1. Le FC Fémina White Star Woluwe disputent sept saisons parmi l'élite. Lors de la création de la BeNe Ligue, le club décide de ne pas y participer et reste en D1.
En 2019, les Woluwéennes signent un carton plein en remportent le Championnat de D1, leur équipe B gagne également le championnat de 1re provinciale du Brabant wallon, leur équipe C, elles, sont promues dans la division supérieur (Provinciale 1), tout comme leur équipe D, accédant, ainsi à la Provinciale 2. Cette saison sera la dernière de Tamara Cassimon coach principal de l'équipe depuis 2 saisons.
Pour la saison 2019-2020, Audrey Demoustier reprendra la place de coach principal et accedera à la Super League la saison suivante.

## Palmarès

### Équipe A
- Champion D1 (1) : 2019
- Champion D2 (1) : 2005
- Champion D3 (1) : 2004

### Équipe B
- Champion 1re provinciale Brabant wallon (1) : 2019